# Infecció puerperal
Les infeccions puerperals, també conegudes febres puerperals, són infeccions bacterianes del tracte reproductor femení després del part o de l'avortament. Els signes i símptomes solen incloure febre superior a 38,0 °C, calfreds, dolor abdominal inferior i possiblement secrecions vaginals amb mala olor. Generalment es produeix després de les primeres 24 hores i abans dels deu primers dies posteriors al part.
La infecció més freqüent és la de l'úter i els teixits circumdants coneguts com a sèpsia puerperal, metritis puerperal o endometritis puerperal. Els factors de risc inclouen la cesària, la presència de certs bacteris com l'estreptococ del grup B a la vagina, la ruptura prematura de membranes, múltiples exàmens vaginals, l'eliminació manual de la placenta i el part prolongat, entre d'altres. La majoria de les infeccions afecten diversos tipus de bacteris. El diagnòstic poques vegades s'ajuda al cultiu de la vagina o de la sang. En aquelles que no milloren, pot ser necessària un estudi amb imatges. Altres causes de febre després del part són la congestió mamària, infeccions del tracte urinari, infeccions per una incisió abdominal o una episiotomia.
A causa dels riscos derivats de la cesària, es recomana que totes les dones rebin una dosi preventiva d'antibiòtics com l'ampicil·lina durant el moment de la cirurgia. El tractament de les infeccions establertes es fa amb antibiòtics, la majoria de les persones milloren en dos o tres dies. En aquells amb malaltia lleu, es poden utilitzar antibiòtics orals; en cas contrari, es recomanen antibiòtics per via intravenosa. Els antibiòtics habituals inclouen una combinació d'ampicil·lina i gentamicina després del part vaginal o clindamicina i gentamicina en aquells que han tingut una cesària. En aquells que no milloren amb un tractament adequat, s'han de considerar altres complicacions com un abscés.
El 2015 es van produir uns 11,8 milions d'infeccions maternes. Al món desenvolupat, aproximadament un o dos per cent desenvolupen infeccions uterines després del part vaginal. Això augmenta entre un cinc i un tretze per cent entre les que tenen parts més difícils i un 50 per cent amb cesària abans de l'ús d'antibiòtics preventius. El 2015, aquestes infeccions van provocar 17.900 defuncions per sota de les 34.000 morts del 1990. Són la causa d'aproximadament un 10% de les morts al moment de l'embaràs. Les primeres descripcions conegudes es remunten almenys al segle V aC en els escrits d'Hipòcrates. Aquestes infeccions van ser una causa de mort molt freqüent en el moment del part, com a mínim al segle xviii fins a la dècada de 1930, quan es van introduir els antibiòtics. El 1847, el metge hongarès Ignaz Semmelweiss va reduir la mort per la malaltia a la Primera Clínica Obstètrica de Viena de gairebé un vint per cent a un dos per cent mitjançant l'ús de rentat de mans amb hipoclorit de calci.